# Schleppermühle
Schleppermühle ist ein Gemeindeteil der Gemeinde Schönau an der Brend im Landkreis Rhön-Grabfeld (Unterfranken, Bayern). Die Einöde liegt bei Kollertshof an einem Mühlbach, der vom Fluss Brend abzweigt.

## Geschichte
Die Schleppermühle hatte zwei Mahlgänge, einer als Kornmühle und der zweite als Schneidwerk.